# Lizard Head Wilderness
La Lizard Head Wilderness est une aire protégée américaine située dans les comtés de Dolores et de San Miguel, au Colorado. Fondée en 1980, elle protège 168,0 km2 dans la forêt nationale de San Juan et la forêt nationale d'Uncompahgre.